# 紫贞街道
紫贞街道是中华人民共和国湖北省襄阳市樊城区下辖的一个街道办事处。

## 行政区划
紫贞街道下辖以下村级行政区划单位：
春园社区和园林社区。